# Seznam členů Senátu Parlamentu České republiky
Seznam členů Senátu Parlamentu České republiky podle jednotlivých volebních období:
- Seznam členů Senátu Parlamentu České republiky (1996–1998)
- Seznam členů Senátu Parlamentu České republiky (1998–2000)
- Seznam členů Senátu Parlamentu České republiky (2000–2002)
- Seznam členů Senátu Parlamentu České republiky (2002–2004)
- Seznam členů Senátu Parlamentu České republiky (2004–2006)
- Seznam členů Senátu Parlamentu České republiky (2006–2008)
- Seznam členů Senátu Parlamentu České republiky (2008–2010)
- Seznam členů Senátu Parlamentu České republiky (2010–2012)
- Seznam členů Senátu Parlamentu České republiky (2012–2014)
- Seznam členů Senátu Parlamentu České republiky (2014–2016)
- Seznam členů Senátu Parlamentu České republiky (2016–2018)
- Seznam členů Senátu Parlamentu České republiky (2018–2020)
- Seznam členů Senátu Parlamentu České republiky (2020–2022)
- Seznam členů Senátu Parlamentu České republiky (2022–2024)
- Seznam členů Senátu Parlamentu České republiky (2024–2026)